# Mississippi durant la guerre de Sécession
Le Mississippi est le deuxième État du Sud à déclarer sa sécession des États-Unis d'Amérique, le 9 janvier 1861. Il adhère à la Confédération le 4 février 1861. Etabli le long du fleuve Mississippi, l'État possède de ce fait une position stratégique à la fois pour l'Union et la Confédération, en faisant un territoire âprement disputé durant toute la première partie du conflit.
Les troupes du Mississippi combattent sur tous les grands théâtres de la guerre de Sécession, même si la plupart des combats sont concentrés sur le théâtre occidental. Parmi les généraux de la Confédération, William Barksdale, Carnot Posey, Wirt Adams, Earl Van Dorn, Robert Lowry et Benjamin G. Humphreys sont originaires de l’État. Le président confédéré Jefferson Davis, originaire du Mississippi, y exploite une grande plantation de coton avec des esclaves. 

## Sécession et politique du Mississippi
Pendant les années précédent la guerre de Sécession, le Mississippi esclavagiste vote majoritairement pour les démocrates, alors que les Whigs sont en cours de marginalisation. Lors de l'élection présidentielle de 1860, l'État soutient le candidat démocrate du Sud, John Cabell Breckinridge, les citoyens de l'État se positionnant pour 40 768 voix (59,0 % du total de 69 095 bulletins de vote) d'entre eux en sa faveur. John Bell, le candidat du parti de l'Union constitutionnelle, est loin derrière avec 25 045 voix (36,25 % du total), avec Stephen A. Douglas, un démocrate du Nord recevant 3282 voix (4.75%). Abraham Lincoln, qui remporte l'élection nationale, n'est pas sur le bulletin de vote dans le Mississippi,. Selon un journal du Mississippi : 

« La controverse de l'esclavage aux États-Unis présente un cas de l'antagonisme le plus violent des intérêts et des opinions. Aucune persuasion, aucune prière ou appel, ne peut apaiser la discorde féroce entre les deux ... »

— Mississippi Free Trader, 28 août 1857.

Depuis longtemps foyer du sentiment sécessionniste, du soutien de l'esclavage, et du droit des États du Sud, le Mississippi déclare son indépendance vis-à-vis des États-Unis le 9 janvier 1861, deux mois après la victoire du parti républicain lors de l'élection présidentielle américaine. L'État rejoint ensuite la Confédération moins d'un mois plus tard, justifiant ce choix en proclamant que « notre position est complètement identifiée avec l'institution de l'esclavage -- le plus grand intérêt matériel du monde ». Fulton Anderson, un avocat du Mississippi, prononce un discours lors de la convention de sécession de la Virginie, en 1861, dans lequel il déclare que « les griefs des gens du Sud sur la question de l'esclavage » et leur opposition à l'objectif « ultime de l'extinction de l'esclavage » du parti républicain, constituent les principales motivations du congrès de l'État lors de la déclaration de sécession. Le juge du Mississippi Alexander Hamilton Handy partage également ce point de vue, faisant valoir le parti républicain « noir » que : 

« le premier acte du parti républicain noir sera d'exclure l'esclavage de tous les territoires, du district de Columbia, des arsenaux et des forts, par l'action du gouvernement général. Ce serait reconnaître l'esclavage comme un pêché, et confiner l'institution à ses limites actuelles. Le moment où l'esclavage est déclaré un mal moral, un pêché, par le gouvernement général, à ce moment la sécurité des droits du Sud aura entièrement disparu. »

— Juge Alexander Hamilton Handy, (février 1861)
.
Avec la Caroline du Sud, le Mississippi est l'un des deux seuls États de l'Union, en 1860, au sein desquels la majorité de la population de l'État est esclave. Selon le démocrate, Jefferson Davis, le Mississippi a rejoint la Confédération, car « la théorie que tous les hommes naissent libres et égaux a été déclarée », un sentiment qui est perçu comme une menace contre l'esclavage, et parce que la « Déclaration d'Indépendance est invoquée pour maintenir la position de l'égalité des races », une position à laquelle Davis est opposé.
William L. Harris, un commissaire de la sécession du Mississippi, déclare lors d'une réunion de l'assemblée générale de la Géorgie que les républicains veulent mettre en œuvre « l'égalité entre les races blanche et noire » et donc que la sécession est nécessaire pour les États esclavagistes afin de résister à cette politique.
Fulton Anderson, un autre Mississippien, déclare à la convention de sécession de la Virginie que les républicains sont hostiles aux États esclavagistes, accusant le parti républicain d'avoir une « hostilité implacable et éternelle contre l'institution de l'esclavage ».

## Enrôlement
Bien que quelques comtés restent favorables à l'Union, la plus célèbre dans le comté de Jones, la grande majorité des habitants blancs du Mississippi se montrent partisans de l'appartenance à la Confédération, et s'enrôlent massivement dans l'Armée de la Confédération ; en effet, 80 000 hommes combattent aux côtés des Confédérés  ; environ 500 habitants blancs du Mississippi, demeurés fidèles aux États-Unis se battent pour l'Union. Au fil de la guerre, un nombre considérable d'affranchis ou esclaves échappés rejoignent les United States Colored Troops et les régiments noirs similaires. Plus de 17 000 esclaves ou affranchis noirs du Mississippi combattent pour l'Union. Presque tous les soldats sont des volontaires. La probabilité qu'un homme soit volontaire pour le service augmente avec la quantité de biens personnels, comprenant ses esclaves. Les hommes vivant près du fleuve Mississippi, indépendamment de leur richesse ou d'autres caractéristiques, sont moins susceptibles de rejoindre l'armée que ceux vivant à l'intérieur de l'État. De nombreux hommes en âge de porter les armes dans ces comtés de l'ouest sont partis ailleurs. Le contrôle de l'Union du fleuve Mississippi rend ses voisins, particulièrement vulnérables, et les résidents des comtés fluviaux quittent apparemment leur communauté (et souvent la Confédération) plutôt que de faire face à l'invasion.

## Émancipation des esclaves
Des parties du nord-ouest du Mississippi sont sous contrôle de l'Union, le 1er janvier 1863, date de l'entrée en vigueur de la Proclamation d'Émancipation. La totalité du territoire de l’État est déclaré « en rébellion » dans la Proclamation, et les forces de l'Union en conséquence commencent à libérer des esclaves dans les zones qu'ils contrôlent. 

## Villes du Mississippi lors de la guerre

### Corinth
L'emplacement de Corinth, à la jonction de deux chemins de fer, est stratégique durant tout le conflit. Le général confédéré P. G. T. Beauregard y retraite après la bataille de Shiloh, poursuivi par le major général de l'Union Henry W. Halleck. Beauregard abandonne la ville quand Halleck s'en approche très prudemment, en faisant le siège de la ville.
Le major général William Rosecrans concentre ses forces avec celles de Halleck plus tard dans l'année, et attaque de nouveau la ville. La bataille de Corinth se déroule les 3 et 4 octobre 1862, lorsque le major général confédéré Earl Van Dorn tente de reprendre la ville. Les troupes confédérées reprennent la ville, mais sont rapidement contraints de l'abandonner lors de l'arrivée de renforts de l'Union.

### Jackson
Malgré sa faible population, Jackson devient un centre stratégique de la fabrication pour la Confédération. En 1863, pendant la campagne qui se termine par la prise de Vicksburg, les forces de l'Union capturent Jackson au terme de deux batailles, une avant la chute de Vicksburg et une seconde après sa chute.
Le 13 mai 1863, les forces de l'Union remporte la première bataille de Jackson, forçant les forces confédérées à fuir vers le nord en direction de Canton. Par la suite, le 15 mai, les troupes de l'Union sous les ordres de William Tecumseh Sherman brûlent et pillent des installations clés à Jackson. Après repoussé les confédérés hors de Jackson, les forces de l'Union se tournent vers l'ouest, une fois encore, et mettent bientôt le siège de Vicksburg. Les confédérés commencent à s'assembler à Jackson en préparation d'une tentative pour percer les lignes de l'Union, encerclant maintenant Vicksburg. Les confédérés quittent Jackson pour briser le siège au début de juillet. Cependant, à leur insu, Vicksburg s'est déjà rendue le 4 juillet. Le général de l'armée de l'Union Ulysses S. Grant envoie Sherman à la rencontre des forces confédérées. En apprenant que Vicksburg s'est déjà rendue, les confédérés se retirent dans Jackson, marquant ainsi le début du siège de Jackson, qui dure pendant environ une semaine avant que la ville tombe.

### Natchez
Pendant la guerre de Sécession, Natchez est épargnée par les combats. La ville se rend en effet à l'amiral David G. Farragut après la chute de la Nouvelle-Orléans en mai 1862. Les soldats de l'Union envoyés par Ulysses S. Grant de Vicksburg occupent Natchez en 1863. Le commandant local, le général Thomas Ransom, établit son quartier général dans une maison appelée Rosalie.
Les mémoires d'Ellen Shields révèlent les réactions d'une femme confédérée face à l'occupation de la ville par l'Union. Shields est un membre de l'élite locale et ses mémoires pointent les soubresauts de la société confédérée au cours de la guerre. Selon l'historien Joyce Broussard, les mémoires de Shields indiquent que les hommes confédérés, absents à cause de la guerre, ont échoué à maintenir leur foyer et la communauté, forçant les femmes à utiliser leur charmes pour maintenir leur position après l'arrivée de l'armée de l'Union.
Les 340 planteurs qui possèdent chacun plus de 250 esclaves dans la région de Natchez région en 1860 ne sont pas des confédérés enthousiastes. Le soutien que ces esclavagistes ont pour la Confédération est problématique, car ils sont entrés assez récemment dans la Confédération, s'opposent à la sécession, maintiennent des liens sociaux et économiques avec l'Union. Ces planteurs de haut rang manquent également d'un fort attachement affectif à l'idée d'une nation du Sud ; cependant, quand la guerre commence, beaucoup de leurs fils et neveux rejoignent l'armée confédérée. D'autre part, Charles Dahlgren arrive de Philadelphie et fait fortune avant la guerre. Il soutient la Confédération et commande une brigade, mais est fortement critiqué pour ne pas avoir réussi à défendre la côte du Golfe. Lorsque l'armée de l'Union arrive, il part pour la Géorgie pendant la période. Il revient en 1865, mais ne recouvre jamais sa fortune ; il fait faillite et, en 1870, il abandonne et part pour New York.

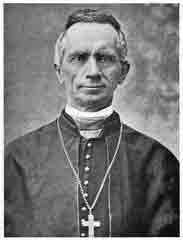
L'évêque Elder de Natchez

Quelques résidents montrent leur mépris des autorités de l'Union. En 1864, l'évêque catholique du Diocèse de Natchez, William Henry Elder, refuse d'obéir à un ordre de l'Union contraignant ses paroissiens à prier pour le président des États-Unis. En réponse, les forces de l'Union arrêtent Elder, et le condamnent et l'emprisonnent brièvement.
La mémoire de la guerre reste important pour la ville, alors que Natchez la blanche devient beaucoup plus pro-confédérée après la guerre. Le mythe de la cause perdue se pose comme un moyen pour parvenir à accord avec la défaite confédérée. Elle devient rapidement une idéologie définitive, renforcée par ses activités autour des discours, des clubs, et des statues. Les grandes organisations qui se consacrent au maintien de la tradition sont les United Confederate Veterans et les United Daughters of the Confederacy. À Natchez, bien que les journaux locaux et les anciens combattants jouent un rôle dans le maintien de la cause perdue, les femmes de l'élite sont particulièrement importantes, en particulier dans la construction des monuments tels que le monument de la guerre de Sécession dédié lors du Memorial Day de 1890. La cause perdue permet à des femmes non-combattantes de déposer une réclamation sur l'événement central dans leur redéfinition de l'histoire du Sud.

### Vicksburg
Vicksburg voit une victoire stratégique de l'Union se dérouler sur son territoire, ayant pour conséquence la coupure de la Confédération en deux. La bataille se compose d'un long siège, ce qui est nécessaire parce que la ville est sur un terrain surélevé, bien fortifié, et difficile à attaquer directement. Les difficultés des civils sont extrêmes pendant le siège, avec des bombardements lourds et la famine pour tout le monde. Environ 30 000 confédérés se rendent au cours de la longue campagne, mais ces prisonniers ne sont pas mis dans des camps de prisonniers. Ils signent une promesse de ne pas se battre à nouveau jusqu'à ce qu'ils soient officiellement  « échangés » avec des prisonniers de l'Union, et rentrés chez eux.

### Greenville
Greenville est un village déterminant lors des opérations nordistes de Grant dans le Mississippi au cours de la campagne de Vicksburg. La région du delta entourant Greenville est considérée comme le « grenier à blé » approvisonnant les militaires de Vicksburg en maïs, porc, bœuf, mules et chevaux. Débutant à la fin du mois de mars 1863, Greenville est la cible de l'expédition du général Frederick Steele. La conception de cette expédition est de reconnaître Deer Creek comme une route possible vers Vicksburg et de créer le chaos et provoquer des dommages pour les soldats confédérés, les guérillas, et les propriétaires terriens loyaux (confédérés). Grandement réussie, les hommes de Steele saisissent près de 1 000 têtes de bétail (chevaux, mulets et bovins) et brûlent 500 000 boisseaux de maïs au cours de leur incursion. En plus des dommages causés, les soldats de l'Union récupèrent également plusieurs centaines d'esclaves, qui, désireux d'échapper aux liens de l'esclavage quittent leurs plantations, et suivent les troupes de Rolling Fork jusqu'à Greenville. C'est à ce moment que le général Ulysses S. Grant détermine que si l'un des esclaves choisit de le faire, il peut traverser les lignes de l'Union et devenir un soldat américain. Les premiers régiments noirs sont formés au cours de l'expédition de Greenville, et d'ici la fin de l'expédition de près de 500 ex-esclaves sont à l'entraînement à  « l'école du soldat ». L'activité du général Steele dans le delta autour de Greenville attire l'attention des dirigeants de la Confédération loin des activités de l'Union sur la rive de la Louisiane du fleuve Mississippi, alors ils se déplacent vers Vicksburg. Plus important encore, elle a de graves conséquences pour la population et les soldats de Vicksburg qui sont désormais privés d'une des plus importantes sources d'approvisionnements en nourriture et animaux. Au début de mai, à titre de représailles aux tirs d'artillerie confédérée contre le trafic fluvial sur le fleuve Mississippi, le capitaine de frégate Selfridge de la marine américaine envoie à terre 67 marines et 30 marins, débarquant près de Chicot Island. Leurs ordres sont de « mettre le feu » à toutes les maisons et les bâtiments de ces citoyens coupables de complicité envers les forces confédérées. D'ici à la fin de la journée du 9 mai, les grands et imposants manoirs, les granges, les écuries, les égreneuses de coton, les logements des surveillants et les quartiers des esclaves des plantations de Blanton et Roach sont en ruines. Des dommages supplémentaires sont faits à Argyle Landing et Chicot Island et à d'autres maisons, granges et dépendances. La destruction de Greenville est achevée le 6 mai, quand un certain nombre de fantassins de l'Union descendent à terre de leurs bateaux et brûlent tous les bâtiments dans le village, sauf deux (une maison et une église),,.

### Comté de Choctaw
Pendant la guerre, les unionistes du comté de Choctaw forment une « ligue loyale » alliée avec les États-Unis pour « mettre un terme à la guerre en conseillant la désertion, volant les familles de ceux qui sont restés dans l'armée, et gardant les autorités fédérales informées ».

### Autres
Columbus est une importante ville hôpital au début de la guerre. Columbus a aussi un arsenal qui produit la poudre à canon ainsi que les canons et les armes de poing. Columbus est ciblé par l'Union à au moins deux reprises, mais les commandants de l'Union échouent à attaquer la ville, en raison des activités de Nathan Bedford Forrest et de ses hommes. De nombreuses victimes de la bataille de Shiloh sont amenées là, et des milliers sont enterrés dans le cimetière de l'amitié de la ville. Canton est un important centre ferroviaire et logistique. De nombreux soldats blessés sont traités ou transportées à travers la ville, et, en conséquence, il a aussi un grand cimetière confédéré.
La position stratégique de Meridian, à une importante jonction de chemin de fer, en fait le lieu d'un arsenal confédéré, d'un hôpital militaire, et d'un centre de prisonniers de guerre, ainsi que le quartier général d'un certain nombre de bureaux de l'État. Les conséquences désastreuses de l'accident ferroviaire de Chunky Creek de 1863 survient à 48 kilomètres (30 miles) de Meridian, alors que le train est en route pour la bataille de Vicksburg. Après la campagne de Vicksburg, les forces de l'Union de Sherman tournent vers l'est. En février 1864, son armée atteint Meridian, où elles détruisent les chemins de fer et brûlent une grande partie de la région. Après avoir terminé cette tâche, Sherman est censé avoir dit, « Meridian n'existe plus ».
Une chantier naval de fortune est établi sur la Yazoo River à Yazoo City après la perte pour les confédérés de la Nouvelle-Orléans. Le chantier est détruit par les forces de l'Union, en 1863. Ensuite, Yazoo City retombe dans les mains des Confédérés. Les forces de l'Union reprennent la ville l'année suivante et brûlent la plupart des bâtiments de la ville.

## Batailles dans le Mississippi
- Bataille de Big Black River Bridge
- Bataille de Booneville
- Bataille de Brice's Crossroads
- Bataille de Champion Hill
- Bataille de Chickasaw Bayou
- Siège de Corinth
- Bataille de Corinth
- Bataille du Grand Gulf
- Bataille d'Iuka
- Bataille de Jackson
- Bataille de Meridian
- Bataille d'Okolona
- Bataille de Port Gibson
- Bataille de Raymond
- Bataille de Snyder Bluff
- Bataille de Tupelo
- Siège de Vicksburg